# ジャン＝ミシェル・ユオン・ド・ケルマデック

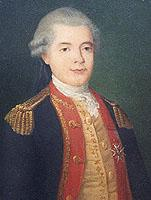
ジャン＝ミシェル・ユオン・ド・ケルマデック

ジャン＝ミシェル・ユオン・ド・ケルマデック（Jean-Michel Huon de Kermadec, 1748年9月12日 - 1793年5月6日）は18世紀のフランス海軍軍人。ブレスト出身。
1776年に海軍に入り、フランスがアメリカ独立戦争に参戦した1778年以降、イギリス軍と戦った。1785年には中国に向かうアントワーヌ・ブリュニー・ダントルカストーの航海に副指揮官として参加した。太平洋に派遣されたラ・ペルーズの探検隊が1788年に南太平洋で消息を絶ったため、その捜索のためダントルカストー少将率いる2隻のフリゲートが派遣されることになり、大佐に昇進したケルマデックはうち1隻、レスペランス号の艦長として捜索隊に加わった。1791年9月28日にブレストを出港し、南太平洋の島々を巡り、ニューギニア近海からオーストラリア沿岸にかけて探検調査を兼ねた捜索の航海が行われたが、ラ・ペルーズの行方について確かな手掛かりは得られなかった。ケルマデックは航海中に罹った結核のため、寄港中のニューカレドニアで1793年に没した。
ニュージーランドの北東約1000kmに位置するケルマデック諸島は彼に因んで名付けられている。
また、タスマニアに自生するマキ科のフオンマツ（Lagarostrobos franklinii、シノニム: Dacrydium franklinii）、ニューカレドニアに自生するヤマモガシ科のケルマデシア属（Kermadecia）、ケルマデック諸島に自生するフトモモ科オガサワラフトモモ属の Metrosideros kermadecensis などの植物が彼に因んで名づけられている。